# Guamiranga
Guamiranga ist ein brasilianisches Munizip im Inneren des Bundesstaats Paraná. Es hat 7.856 Einwohner (2022), die sich Guamiranguenser nennen. Seine Fläche beträgt 245 km². Es liegt 807 Meter über dem Meeresspiegel.

## Etymologie
Die erste Bezeichnung des Orts war Monjolinho, ein Name, der nach Aussage einiger der ältesten Einwohner von den drei Monjolos (Pochwerke, wasserbetriebene Schlagwerke zum Stampfen von Getreide) herrührte, die es am Ort gab. Bei der Erhebung zum Distrikt des Munizips Imbituva wurde er in Natal umbenannt. Erst 1943 erhielt er den heutigen Namen Guamiranga.
Der Name stammt aus dem Tupí. Guá bedeutet Bucht, Piranga heißt rot. Teodoro Sampaio übersetzt aber goá mit Blatt oder auch Wolf, so dass die Bedeutung dann Rotes Blatt oder Roter Wolf wäre.

## Geschichte

### Besiedlung
Um 1860 begann die Besiedlung. Die ersten Einwohner ließen sich in Água Branca und Barreiro nieder, obligatorischen Zwischenstationen der Tropeiros auf dem Weg von Rio Grande do Sul nach São Paulo. Zwischen 1890 und 1910 kamen polnische, italienische und deutsche Einwanderer.

### Erhebung zum Munizip
Guamiranga wurde durch das Staatsgesetz Nr. 11203 vom 16. November 1995 aus Imbituva ausgegliedert und in den Rang eines Munizips erhoben. Es wurde am 1. Januar 1997 als Munizip installiert.

## Geografie

### Fläche und Lage
Guamiranga liegt Segundo Planalto Paranaense (der Zweiten oder Ponta-Grossa-Hochebene von Paraná). Seine Fläche beträgt 245 km². Es liegt auf einer Höhe von 807 Metern.

### Vegetation
Das Biom von Guamiranga ist Mata Atlântica.

### Klima
Das Klima ist mild sowie allgemein warm und gemäßigt. Es werden hohe Niederschlagsmengen verzeichnet (1330 mm pro Jahr). Die Klimaklassifikation nach Köppen und Geiger lautet Cfa. Im Jahresdurchschnitt liegt die Temperatur bei 18,0 °C.

### Gewässer
Guamiranga liegt zu 80 % im Einzugsgebiet des Ivaí und zu 20 % in dem des Tibaji. Der Ivaí-Quellfluss Rio dos Patos und sein rechter Zufluss Rio Alagado bilden die westliche Grenze des Munizips zu Prudentópolis. Der Rio Lajeado begrenzt das Munizip im Nordosten.

### Straßen
Guamiranga liegt an der BR-373 zwischen Ponta Grossa und Prudentópolis.

### Nachbarmunizipien
|               | Ivaí                                        |          |
| Prudentópolis | Kompassrose, die auf Nachbargemeinden zeigt | Imbituva |
|               |                                             |          |

## Stadtverwaltung
Bürgermeister: Marcelo Leite (2021–2024)

## Demografie

### Bevölkerungsentwicklung
| Jahr | Einwohner | Stadt | Land |
| ---- | --------- | ----- | ---- |
| 2000 | 7.134     | 23 %  | 77 % |
| 2010 | 7.900     | 28 %  | 72 % |
| 2022 | 7.856     |       |      |

Quelle: IBGE, bis 2010: Volkszählungen und Volkszählung 2022

### Ethnische Zusammensetzung
| Gruppe * | 2000    | 2010    | wer sich als …                                                                   |
| --- | ------- | ------- | -------------------------------------------------------------------------------- |
| Weiße | 81,8 %  | 64,7 %  | weiß bezeichnet                                                                  |
| Schwarze | 1,2 %   | 1,5 %   | schwarz bezeichnet                                                               |
| Gelbe | 0,0 %   | 0,3 %   | von fernöstlicher Herkunft wie japanisch, chinesisch, koreanisch etc. bezeichnet |
| Braune | 16,7 %  | 33,4 %  | braun oder als Mischung aus mehreren Gruppen bezeichnet                          |
| Indigene | 0,1 %   | 0,1 %   | Ureinwohner oder Indio bezeichnet                                                |
| ohne Angabe | 0,2 %   | 0,0 %   |                                                                                  |
| Gesamt | 100,0 % | 100,0 % |                                                                                  |
| *) Das IBGE verwendet für Volkszählungen ausschließlich diese fünf Gruppen. Es verzichtet bewusst auf Erläuterungen. Die Zugehörigkeit wird vom Einwohner selbst festgelegt. |         |         |                                                                                  |

Quelle: IBGE (Stand: 1991, 2000 und 2010)

## Wirtschaft
Da der größte Teil der Bevölkerung in ländlichen Gebieten lebt, ist die Wirtschaft der Gemeinde vor allem durch den Agrarsektor und in zweiter Linie durch den gewerblichen Sektor geprägt. Auch das Kunsthandwerk und der Weinbau sind wichtige Einkommensquellen. Die Landwirtschaft stützt sich auf die Produktion von Tabak, Sojabohnen, Bohnen und Mais. Die Viehzucht umfasst Rinder, Milchkühe, Schweine und Geflügel. Das Gewerbe ist hauptsächlich durch Töpfereien vertreten.

## Sehenswürdigkeiten
Das Munizip verfügt über zahlreiche Wasserfälle wie  
- schwefelhaltiges Wasser im Teilort Tigre: entspringt in einer Höhle  hinter einem 10 m hohen Wasserfall

- Cachoeira do Sítio Boa Esperança in der Nähe der Stadt, mit einer Badestelle und einer Grotte

- Guamirim-Wasserfall: zwei Wasserfälle von 22 m und 17 m Höhe

- Cachoeira do Moinho: hier wurde die erste Mühle von Imbituva gebaut. Heute verfügt die Mühle über eine Schreinerei, in der Möbel in Handarbeit hergestellt werden. Die Architektur ist kolonial und original

- Cachoeira do Toni: Er ist 15 m hoch in einer wunderschönen Landschaft gelegen

- Cachoeira do Mato Queimado: in einem vom Menschen noch unberührten Wald großem Wasservolumen

- Salto Barão do Rio Branco: 64 m hoher Wasserfall im Teilort Manduri an der Grenze zu Prudentópolis, mit einem Wasserkraftwerk.

- den Salto do Bocó des Rio Lajeadão
- den Salto Grande des Rio dos Patos (rechter Quellfluss des Ivaí)
- den Salto Nova Boa Vista des Água Podre.

In der Gemeinde gibt es auch einige Höhlen, die von Jesuiten genutzt wurden.